# Metopius uralensis
Metopius uralensis là một loài tò vò trong họ Ichneumonidae.